# Amy Broadhurst
Amy Sara Broadhurst (* 17. März 1997 in Dundalk, Irland) ist eine irische Boxerin im Halbweltergewicht.

## Boxkarriere
Die Rechtsauslegerin begann 2004 mit dem Boxsport und wurde von ihrem Vater Tony Broadhurst im Boxclub Dundalk trainiert, später wechselte sie in den englischen Boxclub Islington. Ihre Brüder Paul und Stephen sind ebenfalls Amateurboxer. Amy Broadhurst ist mit 17 nationalen Meistertiteln irische Rekordhalterin und wurde 2018 auch erstmals englische Meisterin bei den Erwachsenen.
Sie gewann die Junioren-Europameisterschaft 2012 in Polen, die EU-Meisterschaft der Junioren 2013 in Ungarn, die Jugend-Europameisterschaft 2015 in Ungarn, sowie die U22-Europameisterschaften 2018 in Rumänien und 2019 in Russland. Zudem war sie Vizemeisterin der Jugend-Europameisterschaft 2014 in Italien.
Ihre ersten großen Bewerbe bei den Erwachsenen waren die Weltmeisterschaften 2018 in Indien. Dort konnte sie gegen Jekaterina Dynnik und Ani Hovsepyan das Viertelfinale erreichen, wo sie nach einer umstrittenen Wertung gegen Simranjit Kaur ausschied. Bei den Europameisterschaften 2019 in Spanien gewann sie eine Bronzemedaille im Leichtgewicht, nachdem sie erst im Halbfinale gegen Mira Potkonen ausgeschieden war. Gegen diese schied sie zudem im Viertelfinale der Weltmeisterschaften 2019 in Russland aus.
Ihr bis dahin größter Erfolg war der Gewinn der Goldmedaille bei der Weltmeisterschaft 2022 in Istanbul. Darüber hinaus gewann sie im selben Jahr auch die Commonwealth Games in Birmingham und die Europameisterschaft in Budva.